# Virtua Racing Deluxe
Virtua Racing Deluxe (バーチャレーシング デラックス), ou V.R. Virtua Racing Deluxe dans sa forme longue, est un jeu vidéo de course automobile sorti exclusivement sur Mega Drive 32X en 1994. Il a été développé par Sega CS et édité par Sega.
Le jeu fait partie de la série Virtua Racing, dont il constitue le seul épisode sur 32X et le deuxième à voir le jour sur une console de salon, après Virtua Racing sur Mega Drive.